# Kremnické Bane
Kremnické Bane jsou obec na Slovensku v okrese Žiar nad Hronom v Banskobystrickém kraji. Nachází asi 4 km severně od Kremnice, v Kremnických vrších, v údolí Kremnického potoka, v nadmořské výšce 700 až 800 m. Je známá díky nedalekému geografickému středu Evropy, který se nachází nad ní u kostela svatého Jana Křtitele. Voda z jeho střechy teče na jednu stranu do Váhu a na druhou do Hronu. Nedaleko se nachází nejvyšší bod hory Trnovník.
Obec se člení na dvě části, samotnou obec a část Staré Piargy. V obci se nachází firma ELKA, farma Jantár, čerpací stanice Jurki, pohostinství Piarg, obchod s potravinami a dětská ozdravovna Slniečko. Římskokatolický farský úřad zahrnuje i obce Kunešov, Krahule a Turček.

## Historie
Jako německá hornická osada je vzpomínaná už v roce 1361. Její první obyvatelé, němečtí kolonizátoři, přišli ve 13. století těžit zlato a další drahé kovy. Dřívějšími názvy obce byly Johanesberg a Piargy. Do konce 2. světové války ji obývali Němci, kteří byli poté na základě Benešových dekretů odsunuti do Německa. Mezi lety 1980 a 1991 byla obec částí města Kremnica.

## Památky
V obci je římskokatolický kostel sv. Jana Křtitele, původně rotunda ze 13. století a kaple narození Panny Marie z roku 1908.

## Sport
V obci je fotbalové hřiště, které patří místnímu klubu a hraje se na něm 2. třída.